# Сезар Томсон
Се́зар Томсон (нар. 18 березня 1857, Льєж — пом. 21 серпня 1931, Біссоне поблизу Лугано) — бельгійський скрипаль, викладач і композитор.

## Життєпис
Сезар Томсон народився у Льєжі 1857 року.
У віці семи років він вступив до Льєзької королівської консерваторії. Його викладачами були Дезіре Гейнберг (1831—1898), Родольф Массар (1840—1910) та Жак Дюпюї (1830—1870).
Коли Сезару Томсону було 16 років, його вважали виконавцем з технікою, недосяжною жодному іншому скрипалеві.
Згодом він також навчався у Юбера Леонара, Генрика Венявського та Анрі В'єтана.
1873 року він став концертмейстером приватного оркестру барона Павла фон Дервіза, російського залізничного магната, композитора і благодійника, який 1870 року побудував Кастелло ді Тревано як храм музики, поблизу Каноббіо, Лугано, Швейцарія. В оркестрі було 52 виконавця.
В Лугано він одружився зі шляхетною Луїзою Рівою.
Після того, як фон Дервіз втратив розум і зник, Томсон покинув Лугано в 1877 році.
1879 року грав в Берлінському оркестрі, а 1882 року був призначений професором скрипки у своїй альма-матер, Льєзькій консерваторії.
1897 року він замінив Ежена Ізаї на посаді головного професора Брюссельської консерваторії.
1898 року він створив струнний квартет, в якому був першою скрипкою.
Мав великий успіх під час сольних концертів у Лейпцигу (1891 рік) та Брюсселі (1898).
Його виступи у Британії та США були менш успішними, проте в Південній Америці він був досить популярним.
Викладав у Коледжі Ітака (Ithaca College) в Нью-Йорку (1924—1927) та в Джульярдській школі.
Сезар Томсон відродив багато на той час невідомих творів Нікколо Паганіні, він багато працював над редагуванням, упорядкуванням та переписуванням творів представників ранньої італійської школи, а також таких композиторів як Арканджело Кореллі, Гендель, Тартіні, Й. С. Бах, Нардіні та Віталі. Серед його власних творів «Циганська рапсодія» для скрипки та оркестру (1909).
Сезар Томсон помер у Біссоне, поблизу Лугано, у 1931 році.

## Учні
Серед його учнів: Хуго Альвен, Юган Гальворсен, Павло Коханський, Гільєрмо Урібе Ольгін, Михайло Сербулов; він також зіграв важливу роль у підготовці двох відомих американських камерних груп.
Один з бульварів Льєжа названо на честь Сезара Томсона.

## Визнання
- 1919 — Командор Ордена Леопольда I.[10]